# 1878 en arts plastiques
| Années des arts plastiques : 1875 - 1876 - 1877 - 1878 - 1879 - 1880 - 1881    |
| Décennies des arts plastiques : 1840 - 1850 - 1860 - 1870 - 1880 - 1890 - 1900 |

Cette page concerne l'année 1878 en arts plastiques.

## Événements
- Louis XVI, statue colossale réalisée par Nicolas Raggi, est installée dans la salle qui lui est réservée, au musée des beaux-arts de Bordeaux.
- 5 septembre - 3 novembre : ouverture du Salon de Bruxelles de 1878[1].

## Œuvres

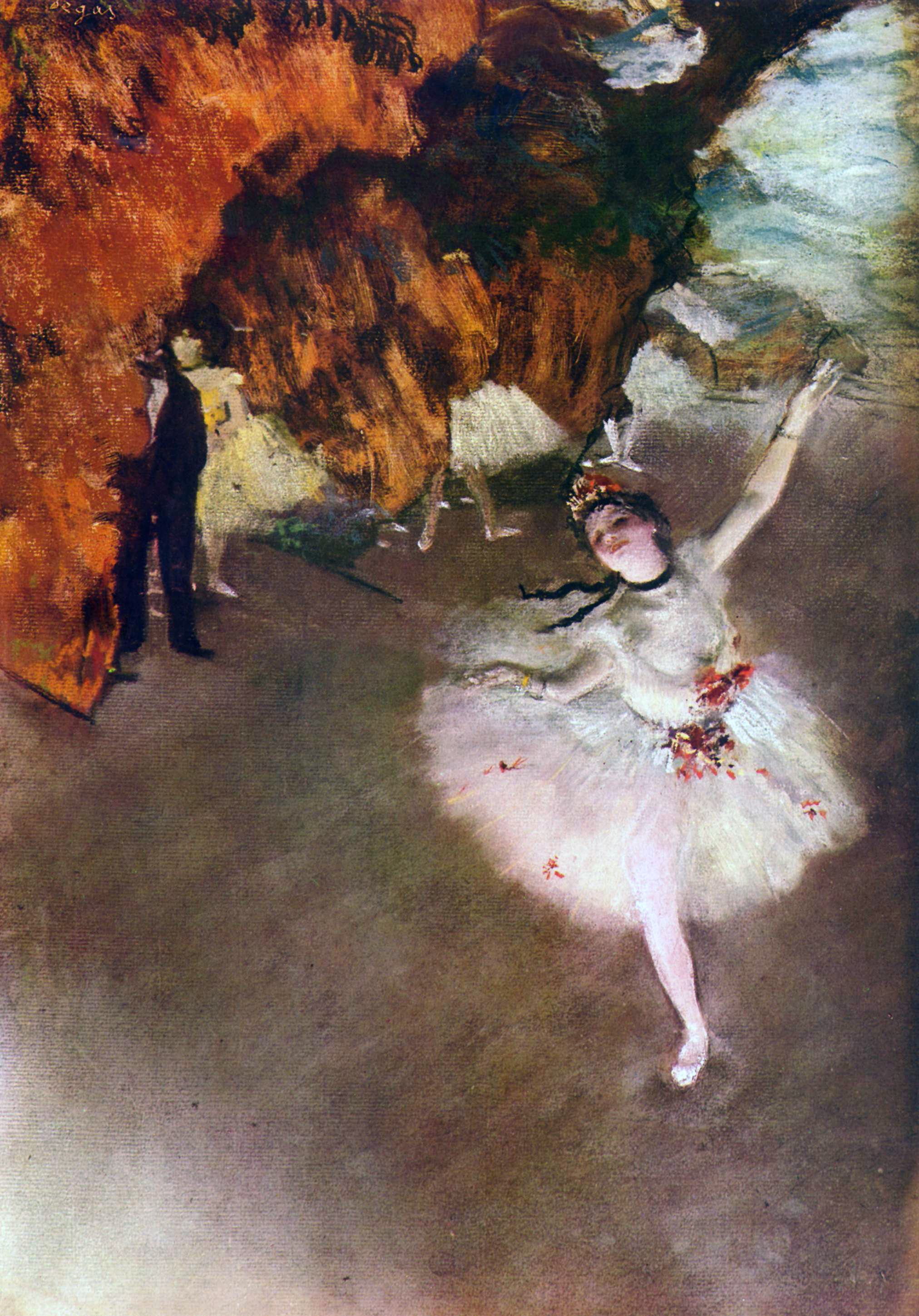
Danseuse saluant, toile de Degas

- Saint Jean Baptiste, sculpture d'Auguste Rodin,
- Réception du Grand Condé par Louis XIV, tableau de Jean-Léon Gérôme,
- Dans le jardin potager, tableau de Camille Pissarro.

## Naissances
- 3 janvier : Pio Semeghini, peintre et aqua-fortiste italien († 11 mars 1964),
- 8 janvier : Hans Holmen, peintre et sculpteur norvégien († 16 août 1958),
- 12 janvier : Pierre Gatier, peintre et graveur français († 15 octobre 1944),
- 13 janvier : Louis Bonamici, peintre français († 12 mars 1966),
- 14 janvier : Maurice Decroix, peintre et dessinateur français († 1936),
- 19 janvier : Ernest Vauthrin, peintre français († 10 juin 1949).
- 23 janvier : Alexis Lizal, peintre français † 30 juillet 1915).
- 24 janvier :
  - Edmond Bille, peintre et vitrailliste suisse († 8 mars 1959),
  - Edmond-Marie Poullain, peintre français († 27 juin 1951),
- 25 janvier : Attilio Mussino, auteur de bande dessinée, illustrateur et peintre italien († 16 juillet 1954),
- 26 janvier : Raphy Dallèves, peintre suisse († 6 juillet 1940),
- 29 janvier : Émile Bertin, peintre, décorateur de théâtre et illustrateur français († 26 janvier 1957),
- 30 janvier : Pierre Vaillant, peintre et graveur français († 8 mai 1939),
- 6 février : Henry Déziré, peintre français († 31 août 1965),
- 16 février : Jeanne Aubert-Gris, peintre française († 17 septembre 1978),
- 17 février :
  - Léonie Humbert-Vignot, peintre française († 5 septembre 1960),
  - Léo Schnug, peintre et illustrateur français d'origine allemande († 15 décembre 1933),
- 19 février : Georges Hourriez, peintre, dessinateur et graveur français († 17 novembre 1953),
- 27 février : André Bressin, peintre animalier français († 17 décembre 1918),
- 4 mars :  Florentin Chauvet, peintre et sculpteur français († 1958),
- 7 mars : Boris Koustodiev, peintre russe († 28 mai 1927),
- 9 mars : Max-Albert Decrouez, peintre paysagiste français († 23 décembre 1943),
- 10 mars : Savely Abramovitch Sorine, peintre et dessinateur russe puis soviétique († 22 novembre 1953),
- 16 mars :
  - Joseph Chauleur, peintre français († 2 septembre 1965),
  - Paul Jouve, peintre et sculpteur français († 13 mai 1973),
- 18 mars : Lucie Valore, peintre et graveur française († 19 août 1965),
- 19 mars : Pierre Lissac, peintre, illustrateur et graveur sur bois français († 29 mai 1955),
- 20 mars : Marie de La Hire, romancière, poétesse et peintre française († 15 avril 1925),
- 21 mars : Marcello Dudovich, peintre, illustrateur et affichiste italien († 31 mars 1962),
- 2 avril : Émilie Charmy, peintre française († 7 novembre 1974),
- 3 avril :
  - Augustin Carrera, peintre franco-espagnol († 28 mai 1952),
  - Adele Younghusband, peintre et photographe néo-zélandaise († 3 avril 1969),
- 4 avril :
  - Vincent Manago, peintre français († 25 août 1936),
  - Henri de Saint-Delis, peintre français († 1949),
- 6 avril : Paul Deltombe, peintre français († 8 août 1971),
- 7 avril :
  - Maurice de Becque, illustrateur et peintre français († 28 février 1928),
  - Charles Bigot, peintre français († 9 septembre 1916),
- 9 avril : Walter Helbig, peintre, graphiste et sculpteur sur bois allemand et suisse († 26 mars 1968),
- 21 avril : Dirk van Haaren, peintre néerlandais († 30 juin 1953),
- 24 avril : Jean-Joseph Crotti, peintre suisse († 30 janvier 1958),
- 26 avril :
  - Louis Charlot, peintre français († 31 mai 1951),
  - Auguste Roure, peintre français († 1936),
- 27 avril : Jean-Pierre Gras, sculpteur, céramiste et peintre français († 25 février 1964),
- 11 mai : Otto Leiber, peintre, dessinateur et sculpteur allemand († 27 juin 1958),
- 21 mai : Helen Dahm, peintre expressionniste suisse († 24 mai 1968),
- 26 mai :
  - Raymond Buchs, peintre suisse († 10 février 1958),
  - Chris Lebeau, peintre, graphiste, professeur d'art, théosophe et anarchiste néerlandais († 30 avril 1945),
- 27 mai :
  - Georges Barat-Levraux, peintre français († 22 avril 1964),
  - Lucien Lièvre, peintre français († 27 mai 1936),
- 30 mai : Maurice Boudot-Lamotte, peintre et collectionneur français († 18 février 1958),
- 31 mai :
  - Joseph Bergès, peintre français († 9 mars 1956),
  - Georges Carré, peintre et illustrateur français († 25 décembre 1945),
  - Eugène Delaporte, peintre français († 8 avril 1964),
- 6 juin : Marie-Madeleine Dauphin, illustratrice française († 1er septembre 1942),
- 9 juin : Lucien Daudet, écrivain et peintre français († 16 novembre 1946),
- 12 juin : Narcisse Guilbert, peintre français de l'École de Rouen († 23 février 1942),
- 14 juin : Paul Adrien Bouroux, peintre, illustrateur et graveur français († 31 mars 1967),
- 17 juin : Guillaume-Ernest Pellus, peintre et peintre verrier français (° 15 mars 1945),
- 20 juin : Henri Villain, peintre français († 26 novembre 1938),
- 23 juin :
  - Léon Carré, peintre et illustrateur français († 2 décembre 1942),
  - Fritz Osswald, peintre postimpressionniste suisse († 24 août 1966),
- 27 juin : He Xiangning, femme politique, peintre et poète chinoise († 1er septembre 1972),
- 28 juin : Jean-Julien Lemordant, peintre français († 11 juin 1968),
- 29 juin :
  - Édouard Bénédictus, chimiste, décorateur, peintre et compositeur français († 28 janvier 1930),
  - Teodoro Wolf Ferrari, peintre italien († 17 janvier 1945),
- 5 juillet : Jean de Bosschère, écrivain et peintre français d'origine belge († 17 janvier 1953),
- 8 juillet : Max Kahrer, peintre autrichien († 5 octobre 1937),
- 10 juillet : Otto Freundlich, sculpteur et peintre allemand († 9 mars 1943),
- 11 juillet : Heinrich Altherr, peintre suisse († 27 avril 1947),
- 14 juillet : Henriette Brossin de Polanska, peintre suisse († 1954),
- 28 juillet : Pierre Berthelier, peintre français († 1941),
- 3 août : François-Étienne Lahaye, peintre symboliste français († mars 1949),
- 8 août : Maurice Mahut, peintre et illustrateur français († 6 avril 1929),
- 9 août : Eileen Gray, conceptrice de mobilier irlandaise († 31 octobre 1976),
- 13 août : Lucien Biva, peintre franco-américain († octobre 1965),
- 17 août :
  - Willi Geiger, peintre et illustrateur allemand († 11 février 1971),
  - Charles Sénard, peintre, graveur et illustrateur français († 4 août 1934),
- 24 août : Louis Payret-Dortail, peintre, illustrateur et décorateur français († 10 juin 1942),
- 29 août : Octave Morillot, peintre français  († 27 avril 1931),
- 31 août : Kiyokata Kaburagi, peintre japonais († 2 mars 1972),
- 2 septembre : Gabriel Roby, peintre français († 14 mai 1917),
- 5 septembre : Ambrogio Antonio Alciati, peintre italien († 8 mars 1929),
- 6 septembre : Maurice Tastemain, peintre et maître-verrier français († mars 1944),
- 11 septembre :
  - Paul Bornet, graveur et peintre français († 14 août 1949),
  - Marcel Roux, peintre et graveur français († 19 janvier 1922),
- 12 septembre : Zyg Brunner, peintre, dessinateur et caricaturiste polonais († 5 avril 1961),
- 17 septembre : François-Ignace Bibal, peintre français († 1944),
- 29 septembre : Lucien-Paul Pouzargues, peintre et illustrateur français († 15 février 1957),
- 30 septembre : Georges Mouveau, peintre et décorateur français († 4 avril 1959),
- 11 octobre :
  - François Alaux, peintre français († 16 avril 1952),
  - Karl Hofer, peintre allemand († 3 avril 1955),
- 14 octobre : Hiram Brülhart, peintre et dessinateur suisse († 22 mars 1947),
- 18 octobre : Augusta Preitinger, peintre néerlandaise († 21 janvier 1946),
- 22 octobre : Léon-Ernest Drivier, sculpteur, peintre et illustrateur français († 8 janvier 1951),
- 26 octobre : Louise Hervieu, peintre, dessinatrice et lithographe française († 11 septembre 1954),
- 2 novembre : Anton Manastirski, peintre austro-hongrois puis soviétique († 5 mai 1969),
- 4 novembre : Edmond Astruc, peintre français († 11 janvier 1977),
- 5 novembre : Kouzma Petrov-Vodkine, peintre, graphiste et décorateur de théâtre russe puis soviétique († 15 février 1939),
- 7 novembre : Ernest Montaut, peintre, affichiste et dessinateur français († 9 août 1909),
- 14 novembre :
  - Julie Manet, peintre française († 14 juillet 1966),
  - Louis Marcoussis, peintre et graveur polonais naturalisé français († 22 octobre 1941),
- 21 novembre :
  - Marcel Bain, peintre paysagiste, illustrateur et auteur dramatique français († 1937),
  - Ludovic-Rodo Pissarro, peintre et graveur français († 18 octobre 1952),
- 24 novembre : Norman Wilkinson, peintre, illustrateur, affichiste et camoufleur de guerre britannique († 31 mai 1971),
- 27 novembre : William Orpen, peintre portraitiste irlandais (° 29 septembre 1931),
- 30 novembre : Ödön Márffy, peintre hongrois (° 3 décembre 1959),
- 5 décembre : Charlotte Chauchet-Guilleré, peintre française († 13 mars 1964),
- 7 décembre : Gaston Boucart, peintre  et graveur français († 18 janvier 1962),
- 12 décembre : Jānis Kuga, peintre et scénographe letton († 24 novembre 1969),
- 18 décembre : Albert Charpentier, peintre français († 7 août 1951),
- 21 décembre : Roger Godchaux, peintre, dessinateur et sculpteur animalier français († 6 mars 1958),
- 31 décembre : Jean Ningres, peintre français († 30 mai 1964),
- ? :
  - Georges Barat-Levraux, peintre français († 1964),
  - Jean-Raoul Chaurand-Naurac, peintre, illustrateur et affichiste français († 1948),
  - Bruno Guillermin, peintre français († 1947).

## Décès
- 19 janvier : Philippe Tanneur, peintre français (° 20 février 1795),
- 26 janvier : Théophile Schuler, peintre romantique, illustrateur et graveur français (° 18 juin 1821),
- 19 février : Charles-François Daubigny, peintre français (° 15 février 1817),
- 26 février : Alexandre Antigna, peintre français (° 7 mars 1817),
- 29 mars : Augustin-Désiré Pajou, peintre français (° 26 décembre 1800),
- 2 avril : Claudius Jacquand, peintre français (° 11 décembre 1803),
- 14 avril : Ludovic Piette, peintre français (° 11 mai 1826),
- 23 avril :
  - Jaroslav Čermák, peintre bohémien (° 1er septembre 1830),
  - Friedrich Preller l'Ancien, peintre et graveur allemand (° 25 avril 1804),
- 4 mai : Jean Valette, sculpteur et peintre français (° 30 mai 1825),
- 25 mai : Léon Riesener, peintre français (° 21 janvier 1808),
- 3 juin : Gottlieb Gassen, peintre allemand (° 2 août 1805),
- 10 juin : Tranquillo Cremona, peintre italien (° 10 avril 1837),
- 12 juin : Wenceslao Cisneros, peintre, dessinateur et lithographe salvadorien (° 4 octobre 1823),
- 25 juin : Julius Lange, peintre allemand (° 17 août 1817),
- 2 septembre : Edma Trimolet, peintre française (° 12 octobre 1802),
- 16 novembre : Đura Jakšić, écrivain, poète et peintre serbe (° 27 juillet 1832),
- 18 novembre : Narcisse Virgilio Diaz (dit Narcisse Diaz de la Pena), peintre et lithographe (° 20 août 1807),
- 19 novembre : Félix De Baerdemaecker, peintre belge (° 31 août 1836),
- 6 décembre : Theodoros P. Vryzakis, peintre grec (° 19 octobre 1814),
- 8 décembre : Noël Nouet, peintre français (° 1804),
- 11 décembre : Giuseppe Gauteri,  peintre italien (° 30 septembre 1805),
- 23 décembre : Ludwig des Coudres, peintre allemand (° 10 mai 1820),
- ? :
  - Henri Valton, peintre français (° 1798).